# 1992년 동계 올림픽 아일랜드 선수단
1992년 동계 올림픽 아일랜드 선수단은 프랑스 알베르빌에서 개최된 1992년 동계 올림픽에 참가한 올림픽 아일랜드 선수단이다. 이번이 아일랜드가 참가한 첫 번째 동계 올림픽이다.

## 봅슬레이
| 선수                            | 세부 종목 | 1차 시기 | 1차 시기 | 2차 시기 | 2차 시기 | 3차 시기 | 3차 시기 | 4차 시기 | 4차 시기 | 합계    | 합계 |
| 선수                            | 세부 종목 | 기록     | 순위     | 기록     | 순위     | 기록     | 순위     | 기록     | 순위     | 합계    | 합계 |
| IRL-1 패트 맥도나그 테리 맥허그 | 남자 2인  | 1:02.39  | 32       | 1:03.03  | 35       | 1:02.44  | 29       | 1:03.07  | 34       | 4:10.93 | 32   |
| IRL-2 게리 맥켄 말라치 셰리든   | 남자 2인  | 1:03.19  | 40       | 1:03.42  | 38       | 1:03.45  | 39       | 1:03.42  | 37       | 4:13.48 | 38   |

## 참조
- 올림픽 공식 결과 보관됨 2012-02-04 - 웨이백 머신